# E63

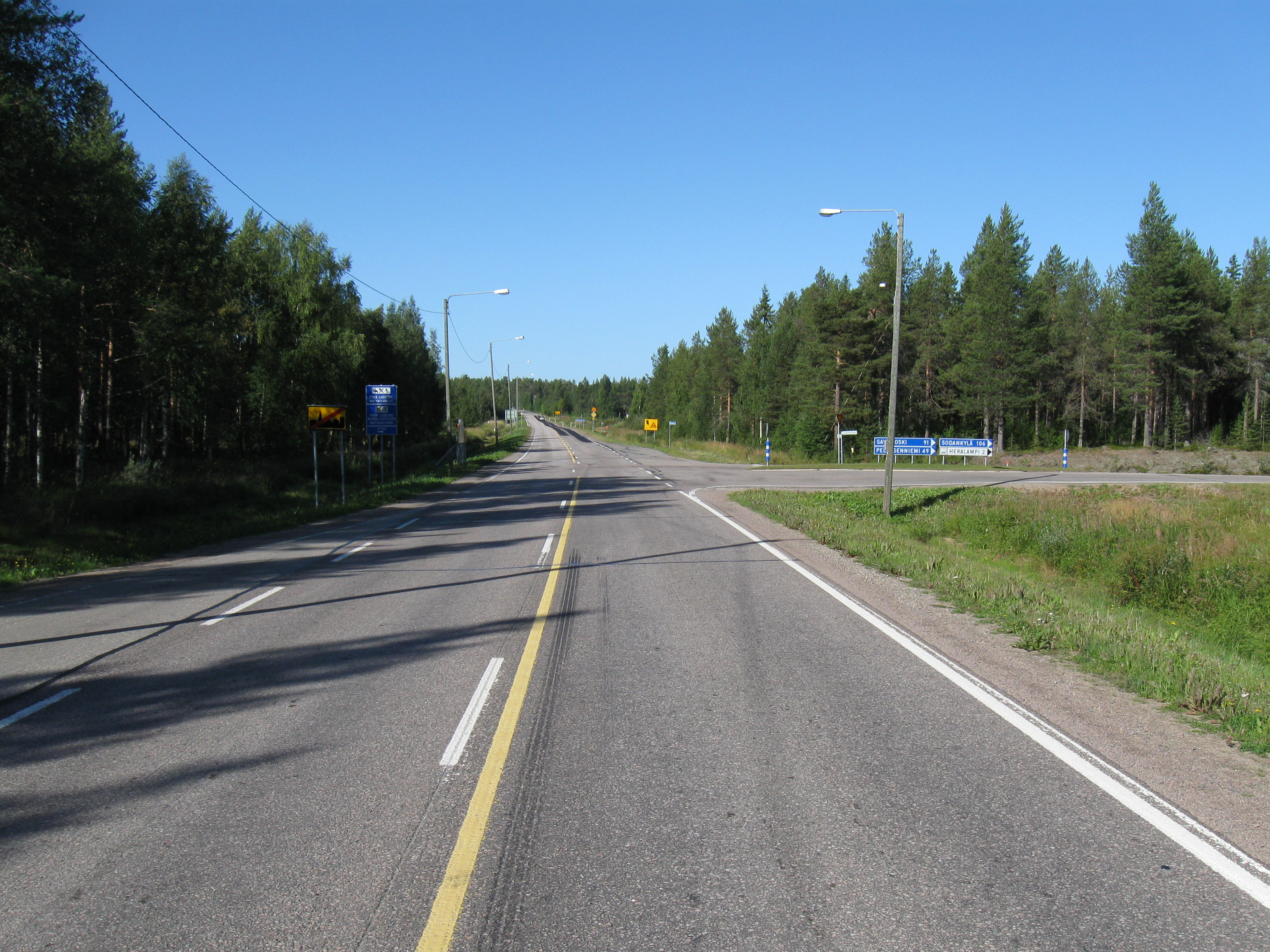
La ruta E63 prop de Kemijärvi.

La ruta europea E63 és una carretera que forma part de la Xarxa de carreteres europees. Comença a Sodankylä (Finlàndia) i finalitza a Turku (Finlàndia). Té una longitud aproximada de 1126 km i una orientació de sud a nord. La ruta és l'única que transcorre totalment per territori de Finlàndia. La ruta transcorre força vegades en paral·lel amb l'E75.